# Judo
Júdo (japonsko 柔道, hepburn jūdō) je moderna japonska borilna veščina, ki se je razvila konec 19. stoletja (formalno ustanovljena okoli leta 1882) iz več japonskih tradicionalnih (t. i. veščine korju) oblik ju jutsuja, njen začetnik pa je Jigoro Kano. Judo je goloroka borilna veščina, ki vključuje borbo stoje in na tleh, mete, padce, vzvode, udarcev z rokami in nogami pa Judo neposredno ne vsebuje. Tako je na prvi pogled zelo podoben rokoborbi in je v osnovi ena izmed najbolj razširjenih oblik le-te. 
S svojo sistematično urejenostjo vsebine in vadbe je bil judo začetnik, hkrati pa tudi vzor mnogih kasnejših modernih japonskih borilnih veščin (t. i. veščine gendai budo).
Oseba, ki vadi oz. trenira judo, se imenuje judoist. Učenci, oblečeni v bele uniforme, t. i. judogije (poenostavljeno v kimone), vadijo pod vodstvom učitelja mojstra, senseja. Kraj vadbe se na Japonskem imenuje dodžo, drugje po svetu pa so to po navadi večje ali manjše splošne telovadnice. Zaradi varnosti pri padcih se vadba vrši na posebnih blazinah, t. i. tatamijih.
Judo lahko poleg tehnik vsebuje tudi filozofsko plat, tesno povezano z vadbo. Namen juda je tudi v razvoju celega človeka skozi dolgotrajno vadbo, tako v pomenu fizičnega razvoja (zdravje, borba in samoobramba, šport) kakor razvoja razuma, osebnosti in doseganja notranjega miru. S preoblikovanjem v moderni olimpijski šport se je ta del juda ponekod zelo omilil ali celo izginil.

## Pomen besede »judo«
Beseda judo, zapisana s pismenkama 柔 - »ju«, »nežnost, mehkoba, uglajenost« in 道 - »do«, »pot, način, načelo« v prevodu pomeni »mehka pot«, »pot nežnosti«, lahko tudi »pot sproščenosti« »pot prilagodljivosti«. Vsi ti prevodi pa odslikujejo miselnost, ki jo vsebuje judo, in sicer, da nasprotnika porazimo s preusmeritvijo njegove lastne sile in, da se uspešno prilagajamo trenutnim pogojem. Judo prav tako vsebuje vidik optimalne učinkovitosti, saj za borbo z nasprotnikom ni potrebna le gola moč in teža. Kot rečeno pa je judo poleg fizičnega tudi način razvoja samega sebe v duhovno-miselnem smislu, kar odslikuje pismenka »do«.
Športnik, ki se ukvarja z judom, je judoist. Japonska beseda za judoista je Judoka [džudoka] (japonsko 柔道家, Jūdōka).

### Izgovorjava in zapis
Judo se po novem Slovenskem pravopisu lahko izgovarja in piše kot »džudo« Razlogi za to so podrobneje opisani v članku Hepburnovo prečrkovanje. Vendar je beseda v slovenščino, tako kot ju jutsu / ju jitsu / jiu jitsu, v zapisu, delno pa tudi v izgovorjavi, že pred desetletji prešla v slovarje in splošno uporabo tudi kot »judo«. Tako se danes lahko enakovredno uporabljata obe izgovorni in pisni različici.

## Zgodovinski razvoj juda
Začetek juda je povezan z življenjem japonskega učenjaka Džigora Kana (1860 - 1938), katerega dosežki, pomen in ugled v japonski družbi so primerljivi z začetnikom modernih olimpijskih iger, francoskim baronom Pierrom de Coubertinom.

### Ju jutsu kot izvor
Džigoro Kano se je rodil leta 1860 in tako odraščal v viharnem obdobju popolne prenove japonske družbe po revolucionarnih dogodkih Meidži obnove. Takorekoč čez noč je večina družba zavrgla stare, fevdalne vrednote in znanja, ki so dobila ugled zastarelosti, neuporabnosti, manjvrednosti, ter začela hlastati po in proučevati vse, kar je bilo drugačno, tuje, neznano, moderno, predvsem pa evropskega in ameriškega porekla. Prehod iz fevdalizma v moderno industrijsko družbo, ki je v Evropi trajal nekaj stoletij, je na Japonskem trajal le nekaj desetletij.
Kano je to vznemirljivo obdobje novih možnosti temeljito izkoristil in se, kot pozoren opazovalec in izredno nadarjen učenec z močno voljo, pretežno neobremenjen s preteklostjo, temeljito poučeval o mnogih vidikih družbeno-politično-gospodarskega razvoja. Bil pa je majhne in šibke postave in zaradi tega tarča mnogih močnejših sovrstnikov. Očetovemu nasprotovanju navkljub se je trdno odločil, da se bo naučil goloroke borbe, ju jutsuja. Težavo je predstavljalo dejstvo, da so veščine ju jutsuja, kot ostanek fevdalne preteklosti, veljale za nazadnjaške, nasilne in necivilizirane, nepotrebne. Mnogo še živečih mojstrov je poučevanje opustilo, tako zaradi pritiska družbe kot pomanjkanja učencev, mnogo vrst veščin pa je zaradi smrti ostarelih mojstrov izumrlo še v času fevdalne ureditve. Mladi Džigoro je sicer našel učitelja, a ta je menil, da je fant premlad in ga je hitro odpravil le z nekaj lekcijami. Šele po vpisu na univerzo leta 1878 je našel prave učitelje in začel neumorno vaditi različne oblike ju jutsuja. 
V treh letih je veščine dodobra spoznal in jih začel podrobneje proučevati in tudi izboljševati ter nadgrajevati. Proučeval pa je tudi ozadje in zgodovino veščin ju jutsuja in spoznal, da mnoge vsebujejo, kljub slabemu ugledu zaradi nasilne preteklosti, mnoge pozitivne vrednote in načela. Skozi vadbo se je Kano telesno izdatno okrepil, volja in samozavest, ki mu jih že prej, kljub šibkosti, ni manjkalo, pa sta se še okrepili. Tako je hitro spoznal, kako veliko vrednost imajo lahko borilne veščine v smislu okrepitve telesa, zdravja in duha ter razvoja osebnosti. Bil je mnenja, da bi morali zaradi teh pozitivnih vrednot, take borilne veščine vaditi vsi, ki skušajo živeti polno in kakovostno in se razviti v celovite osebnosti.

### Preoblikovanje in nadgraditev ju jutsuja v judo
Vendar so bile stare veščine premalo urejeni skupki velike množice gibov brez splošnega načela, nevarne za vadbo, nekatere tehnike so slonele le na surovi moči. Kano je v vseh začutil načelo premagovanja nasprotnika z najučinkovitejšo uporabo sile in razuma, kar je pomenilo usmerjanje nasprotnikove sile proti njemu samemu s prilagajanjem nasprotniku, kakor tudi uporabo čimmanjše lastne sile. Na podlagi tega načela je Kano osvojeno znanje starih veščin uredil na novo, veliko bolj sistematično, in pri tem opustil mnoge na surovi moči temelječe gibe ter dodal nove ali izpopolnil obstoječe gibe in juh napravil še učinkovitejše. Ob tem je stremel k čim bolj varni vadbi, kar bi omogočilo, širitev med večje število ljudi.
Z vsem tem je razširil in nadgradil ter presegel ožji namen in vidike starih »ju jutsujev«, »veščin mehkobe«, zato je svojo veščino, da bi jo ločil od starih, tako zaradi družbene stigme kot zaradi dejanske razlike, poimenoval »judo«, »mehka pot«. Z namenom širjenja svoje veščine med ljudi je leta 1882 osnoval šolo Kodokan; »kodokan« pomeni v prevodu »hiša (kan) učenja (ko) poti (do)«. Kano je judo poučeval vzporedno s poučevanjem književnosti na elitni šoli Gakušin.

### Razvoj juda
V nekaj letih je judo postal izredno priljubljen, tako med novimi učenci, kot med učenci in mladimi mojstri nekdanjih veščin ju jutsuja. Seveda je prihajalo tudi do trenj med »pravovernimi« pristaši starih veščin in novodobnimi judoisti. A judo je pridobil družbeni ugled kot moderna in civilizirana veščina, tako da je prepoznavnost starih veščin pospešeno izginjala; judo je začel nadomeščati ju jutsu kot glavno obliko goloroke borbe, tudi zaradi uvedbe v javni šolski sistem. Judo se je tudi ves čas dopolnjeval in razvijal, odpravljale so se mnoge pomanjkljivosti, kot npr. borba na tleh, ki je judo sprva ni vseboval. Postopno se je do začetkov 20. stoletja, s pomočjo še živečih mojstrov veščin ju jutsuja, izoblikoval enotni in sistematično urejeni učni program.
Kano je, podobno kot baron De Coubertin, proučeval tudi teorijo modernega športa v Evropi, nanj so vplivala predvsem angleška načela sodelovanja za skupni cilj in osebnega žrtvovanja za splošno dobro ter idejo moštvenega duha. Koncept športa je bil dotedaj na Japonskem neznan, zaradi pozitivnih vrednot, ki jih vsebuje, pa se je Kano zavzemal za oblikovanje in širjenje športov nasploh ter tako bil začetnik modernega športa na Japonskem. Tudi svoj judo je delno oblikoval po zahodnjaških športnih načelih, saj odražajo globljo miselnost, ki je bila del azijske filozofije Zen, močno vpletene v japonsko družbo, hkrati pa delno predstavljajo bolj humano obliko nekdanjih vojaških načel bušida. V judo, ki je že v osnovi poznal prosto nadzorovano borbo, kakor tudi občasna tekmovanja, se je kmalu vnesel element modernih športnih tekmovanj s pravili in točkovanjem. Kanov namen je bil uvesti športno-temovalni vidik kot dopolnilo širši veščini.
Judo je po Kanovi smrti leta 1938 nadaljeval svojo pot, tako v smeri veščine, še bolj pa v smeri tekmovalnega športa. Kodokan je iz preproste šole prerasel v večjo organizacijo s sedežem v Tokiu, ki širi, razvija in skrbi za judo v vseh pogledih, a kmalu so se, zaradi priljubljenosti po svetu, pojavile še širše zastavljene organizacije (International Judo Federation - IJF), ki še vedno tesno sodelujejo z organizacijo Kodokan. Ta ima še danes velik ugled, predvsem kot bogata zapuščina Džigora Kana. 
Leta 1964 je bil judo prvič prikazan na Tokijskih poletnih olimpijskih igrah, leta 1972 pa je postal polnopravna olimpijska disciplina. Od takrat se je judo vse bolj usmerjal k športnemu vidiku, ki danes prevladuje v takšni meri, da mnogi niti ne poznajo juda kot širše veščine. Mnenja o prednostih in slabostih take usmeritve so deljena.

### Širitev juda po svetu
S ponovno vzpostavitvijo in širitvijo trgovskih in političnih stikov Japonske s svetom v začetkih 20. stoletja, pa tudi s potovanji posameznikov z namenom kulturne izmenjave, se je širil tudi judo. Bodisi prek Japoncev, ki so potovali po svetu, bodisi prek tujcev, ki so prišli na Japonsko in se tam juda naučili ter ga širili po svoji vrnitvi domov. Širitev juda po svetu je bil tudi namen njegovega začetnika, saj je bil prepričan o njegovem pomenu za dobro ljudi z vsega sveta. Do danes je judo postal s tega vidika najuspešnejša japonska borilna veščina, morda tudi azijska; po nekaterih štetjih je judo po številu udeležencev, ki naj bi jih bilo prek 30 milijonov, tretji najmnožičnejši šport na svetu. Krovna organizacija IJF pa je s 175 državami članicami najmnožičnejša športna organizacija znotraj olimpijskega komiteja.
S širitvijo juda po svetu je povezano tudi oblikovanje novih oblik sorodnih veščin. Tako je recimo prek naukov potujočega judoista Mitsuja Maeda, znanega pod špansko-japonskim vzdevkom »Conde Koma«, »baron težav«, v Braziliji nastal danes medijsko zelo izpostavljeni brazilski ju jutsu oz. Gracie ju jutsu. Podobno je iz juda nastal Sambo, ruska oblika goloroke borbe, kakor tudi mnoge moderne oblike »ju jutsuja« oz. samoobrambe, razvite v Evropi in ZDA tekom 20. stoletja, ki so podlagi juda postopno dodajale elemente iz mlajših aikida in karateja, pa tudi domačih oblik rokoborbe in boksa. Ker se je judo dokončno uredil in sistematiziral nekaj let po začetkih širjenja po svetu, je bil osnova mnogim izpeljanim oblikam izvornejši judo. Poleg njihovega neodvisnega razvoja in dodatnih vplivov skozi čas, je tudi to eden izmed razlogov za njihovo ločitev od sodobnega juda.

## Pasovi in stopnje
Kano je v judo z namenom beleženja napredovanja in stopnje osvojenega znanja učencev, uvedel sistem zaporednih stopenj in pasov. Ju jutsu takega sistema pred tem ni poznal, pasove so nadomeščale pisne licence in priznanja. Sprva je bil sistem zelo preprost (beli in črni pas), a sčasoma so ga Kano in drugi nadgradili.
Stopnje se delijo na:
- kju - šolske oz. osnovne stopnje
- dan - mojstrske oz. nadaljevalne stopnje

Vsaka stopnja se podeli učencu po uspešno opravljenem preizkusu znanja in se označuje z določeno barvo pasu.
Prvotno je judo vseboval sledeči sistem:
| brez stopnje = beli pas (začetnik)   |
| 6. kju - 4. kju = beli pas (učenec)  |
| 3. kju - 1. kju = rjavi pas (učenec) |
| 1. dan - 3. dan = črni pas (mojster) |

Postopno se je sistem nadgradil in vključil več raznobarvnih pasov in večje število mojstrskih stopenj. Različne judo organizacije po svetu so sistem prilagodili svojim potrebam, tako, da ponekod nima enotne podobe glede barv pasov in števila stopenj. 
Pogost je sledeči sistem:
| brez stopnje = beli pas (začetnik)          |
| 8. kju = rumeno-beli pas (učenec)           |
| 7. kju = rumeni pas (učenec)                |
| 6. kju = rumeno-oranžni pas (učenec)        |
| 5. kju = oranžni pas (učenec)               |
| 4. kju = oranžno-zeleni pas (učenec)        |
| 3. kju = zeleni pas (učenec)                |
| 2. kju = modri pas (učenec)                 |
| 1. kju = rjavi pas (učenec)                 |
| 1. dan - 5. dan = črni pas (mojster)        |
| 6. dan - 8. dan = rdeče-beli pas (mojster)  |
| 9. dan = rdeči pas (mojster)                |
| 10. dan = beli pas, dvojna širina (mojster) |

Najvišja stopnja, 10. dan, ni formalna stopnja in se podeljuje kot priznanje posameznikom za doživljenjsko delo v judu ali posebne zasluge. Dosedaj je bilo podeljenih 15 takih prizanj, nazadnje januarja 2006. Zadnji trije prejemniki so hkrati tudi edini še živeči nosilci te stopnje. Ne glede na število stopenj in barv pasov, je v judu prisoten vidik, da se učenje v resnici, tudi pri najvišji doseženi stopnji, nikoli ne konča (kar simbolično ponazarja bela barva najvišje stopnje), in da je šele prva mojstrska stopnja, 1. dan, začetek resničnega spoznavanja veščine.